# Cebu FC
Dynamic Herb Cebu Football Club – często nazywany Cebu FC lub Dynamic Herb Cebu – to profesjonalny klub piłkarski z Cebu City w regionie Visayas na Filipinach. Został założony przez firmę Dynamic Herb Sports Incorporated w 2021 roku i od razu przystąpił do Philippines Football League (PFL), najwyższej klasy rozgrywkowej w kraju.

## Historia
Zespół wywodzi się z akademii Leylam FC, prowadzonej przez braci Taşçı (Uğur i Cem) od 1994 roku. Dzięki sukcesom tej akademii i wsparciu Dynamic Herb Sports Inc., klub uzyskał w 2021 roku licencję na występy w PFL. Debiutując w Copa Paulino Alcantara 2021, zespół awansował do półfinału.
W sezonie 2022–2023 Cebu FC zajął 2. miejsce w lidze, co otworzyło drogę do udziału w debiutanckiej przygodzie z Pucharem Azji w sezonie 2023. W grupie Pucharu Azji klub odniósł historyczne pierwsze zwycięstwo 1:0 nad Shan United z Mjanmy, strzelając gola po samobójczym wybiciu będącym owocem dośrodkowania Ken Murayamy.
W sezonie 2024–2025 Cebu osiągnął 4. miejsce po sezonie zasadniczym, a następnie zdobył pierwsze mistrzostwo PFL Finals Series, pokonując w finale Manila Digger 1:0.

## Stadion
Domowym obiektem klubu jest Dynamic Herb–Borromeo Sports Complex w Talisay – stadion o pojemności około 550 miejsc, ze sztuczną murawą, oddany do użytku w 2019 roku.
W meczach Pucharu Azji korzystano z większego Rizal Memorial Stadium w Manili.

## Sukcesy
- PFL Final Series (2025)[7]

## Skład
W sezonie 2024/2025 skład drużyny liczył od 27 zawodników, wśród których około 8 stanowili obcokrajowcy (około 29% zespołu). Średnia wieku w składzie drużyny wynosi 27.1 lat.
Stan na 11 czerwca 2025 roku
| Nr | Poz. | Piłkarz               |
| -- | ---- | --------------------- |
| 1  | BR   | Jun Badelic           |
| 25 | BR   | Ace Villanueva        |
| 23 | BR   | Joseph Ceniza         |
| 55 | OB   | Gabriel Silva         |
| 14 | OB   | Jaime Rosquillo       |
| 37 | OB   | Göktuğ Demiroğlu      |
| 18 | OB   | Erich Orale           |
| 2  | OB   | Elijah Liao           |
| 3  | OB   | Charles Dabao III     |
| 13 | OB   | Baris Tasci (kapitan) |
| 4  | OB   | Kamil Amirul          |
| 20 | OB   | Roberto Corsame       |
| 11 | OB   | Paolo Pavone          |
| 80 | PO   | Marius Koré           |

| Nr | Poz. | Piłkarz           |
| -- | ---- | ----------------- |
| 45 | PO   | Rhino Goutier     |
| 17 | PO   | Ryoo Togashi      |
| 6  | PO   | Daniel Gadia      |
| 15 | PO   | Lorenzo Genco     |
| 26 | PO   | Leo Maquiling     |
| 41 | PO   | Joshua Broce      |
| 8  | NA   | JB Borlongan      |
| 12 | NA   | Kainoa Bailey     |
| 88 | NA   | Magson Dourado    |
| 7  | NA   | Guytho Mijland    |
| 21 | NA   | Rintaro Hama      |
| 77 | NA   | Abou Sy           |
| 39 | NA   | Hiromasa Ishikawa |